# Patrik Prokop
Patrik Prokop (ur. 16 stycznia 1988 w Ostrawie) – czeski hokeista.

## Kariera
- HC Vítkovice U18 (2002-2004)
- HC Vítkovice U20 (2004-2006)
- Shawinigan Cataractes (2006-2008)
- Gatineau Olympiques (2008)
- Drummondville Voltigeurs (2008-2009)
- HC Poruba (2008/2009)
- Bakersfield Condors (2009)
- Utah Grizzlies (2009)
- Cincinnati Cyclones (2009-2010)
- Cracovia (2010-2012)
- HC Poruba (2012-2013)
- HYC Herentals (2013-2014)
- Nantes AHG (2014-2016)
- Anglet Hormadi (2016-2017)
- Corsaires de Nantes (2017-2021)

Wychowanek HC Vítkovice. Przez trzy sezony występował w kanadyjskiej lidze juniorskiej QMJHL w ramach CHL (w 2008 i 2009 zdobył mistrzostwo ligi; w drużynie Drummondville Voltigeurs grali z nim wówczas m.in. Dmitrij Kulikow, Samson Mahbod i Yannick Riendeau). Następnie przez rok grał w amerykańskiej lidze ECHL. W 2010 powrócił do Europy. Od 2008 do 2010 zawodnik Cracovii w Polskiej Lidze Hokejowej. Od 2013 do 2014 był zawodnikiem belgijskiego klubu HYC Herentals, występującego w lidze holenderskiej. Od maja 2014 zawodnik Nantes w drugiej lidze francuskiej. W maju 2015 przedłużył kontrakt z klubem. Odszedł z klubu po sezonie 2015/2016. Od lipca 2016 do kwietnia 2017 zawodnik klubu Anglet Hormadi, także w II lidze francuskiej. Od kwietnia 2017 zawodnik Corsaires de Nantes. W czerwcu 2021 ogłosił zakończenie kariery.
Został reprezentantem kadr juniorskich Czech. Uczestniczył w turniejach mistrzostw świata juniorów do lat 17 w 2005, mistrzostw świata juniorów do lat 18 w 2006, mistrzostw świata juniorów do lat 20 w 2008.

## Sukcesy
Reprezentacyjne
- Brązowy medal mistrzostw świata juniorów do lat 18: 2006

Klubowe
- Coupe du Président – mistrzostwo QMJHL: 2008 z Gatineau Olympiques, 2009 z Drummondville Voltigeurs
- Trophée Jean Rougeau: 2009 z Drummondville Voltigeurs
- Półfinał Memorial Cup: 2009 z Drummondville Voltigeurs
- Złoty medal mistrzostw Polski: 2011 z Cracovią
- Brązowy medal mistrzostw Polski: 2012 z Cracovią